# Фаерман, Михаил Иосифович
Михаил Иосифович Фаерман (род. 29 апреля 1955 года, Бельцы, Молдавская ССР, СССР) — советско-бельгийский пианист и педагог.
С 1962 года учился в Москве, в Центральной музыкальной школе, класс Евгении Ярмоненко. В 1972—1977 годах — студент Московской консерватории, класс Якова Флиера.
В 1975 году занял первое место на Международном конкурсе имени королевы Елизаветы. В 1978 году эмигрировал из СССР и обосновался в Бельгии.
Преподавал в различных музыкальных учебных заведениях, с 1997 года — профессор Брюссельской консерватории.